# وريد وداجي أمامي
الوريد الوداجي الأمامي هو وريد يقع في الرقبة. يبدأ بالقرب من العظم اللامي بالتفاء عدة أوردة سطحية من المنطقة تحت الفك.
ينزل هذا الوريد بين الخط الوسطي والطرف الأمامي العضلة القصية الترقوية الخشائية، وفي الجزء السفلي من الرقبة يمر تحت العضلات ليفتح في نهاية الوريد الوداجي الخارجي، وفي بعض الحالات يفتح إلى الوريد تحت الترقوة.
يختلف حجم هذا الوريد إلى حد كبير، ثمة نوعان من الوريد الوداجي الأمامي، أيمن وأيسر؛ لكن أحياناً يوجد نوع واحد.
يرفد هذا الوريد بعض أوردة الحنجرة، وأحياناً أوردة درقية صغيرة.
يتصل الوريدان الوداجيان الأماميان فوق القص عن طريق جدع عرضي هو القوس الوريدي الوداجي، الذي يتسلم روافده من الأوردة الدرقية السفلية والتي بدورها تتواصل مع الوداجي الداخلي.
لا يوجد أي صمامات في هذا الوريد.

## صور إضافية

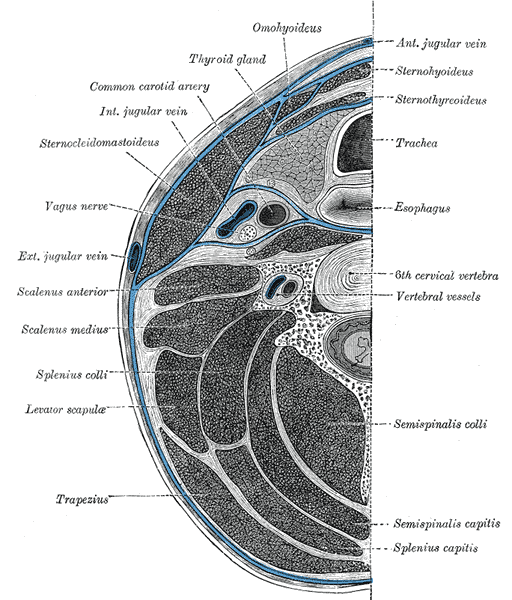
مقطع من الرقبة عند مستوى الفقرة السادسة.
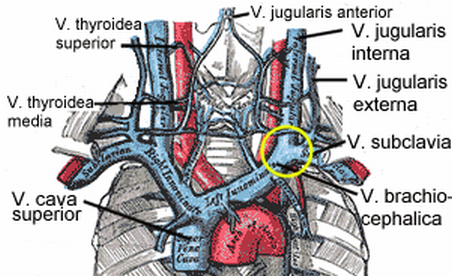
أوردة الرقبة والصدر